# El terrat (programa de ràdio)
El terrat va ser un programa de ràdio de la Cadena SER, inicialment emès a Ràdio Reus. Estava dirigit per Andreu Buenafuente, que posteriorment faria les primeres aparicions a Televisió de Catalunya, als programes Tot per l'audiència de Xavier Sardà i Persones humanes de Mikimoto. Hi van treballar Oriol Grau Elías, Toni Clapés, Toni Soler, Fermí Fernàndez i Pep Bras.
El 1996 va publicar un llibre "El Terrat: Una tonteria com una casa", publicat per Columna.
El 1997 va publicar un disc "El Terrat Ja Canta", amb cançons que s'havien cantat en el programa acompanyats pels músics Lucky Guri al piano, Franck Mercader i Joan Eloi Vila a les guitarres i Jordi Pou a la bateria.